# Janusz Marciniak (artysta)
Janusz Marciniak (ur. 1954 w Poznaniu) – polski malarz i artysta interdyscyplinarny, krytyk sztuki i pedagog, profesor sztuk plastycznych.

## Życiorys

### Wczesne życie i wykształcenie
Marciniak urodził się w 1954 roku w Poznaniu. Dorastał w pobliżu terenu dawnego cmentarza żydowskiego przy ulicy Śniadeckich, co wpłynęło na jego późniejszą twórczość o tematyce żydowskiej. W latach 1977–1982 studiował na Państwowej Wyższej Szkole Sztuk Plastycznych w Poznaniu (PWSSP; obecnie Uniwersytet Artystyczny im. Magdaleny Abakanowicz w Poznaniu, UAP), w pracowni malarstwa pod kierunkiem prof. Jacka Waltosia i rysunku u prof. Józefa Fliegera.

### Kariera
Marciniak rozpoczął pracę pedagogiczną w 1983 roku na PWSSP. W latach 1983–1987 był asystentem w pracowni rysunku Andrzeja Okińczyca. W latach 1988–2006 pracował jako asystent w pracowni malarstwa Józefa Walczaka. W 2006 roku został kierownikiem 12 Pracowni Malarstwa. Zajmował na UAP również stanowiska administracyjne, pełniąc funkcję kierownika Katedry Malarstwa w latach 2006–2009, oraz kierownika II Katedry Malarstwa w latach 2016–2020. W 2011 roku otrzymał nominację profesorską w dziedzinie sztuk plastycznych. W 2007 roku był promotorem doktoratu honoris causa Krzysztofa Wodiczki na UAP.
W latach 2006–2009 pełnił funkcję dyrektora Fundacji Signum, gdzie organizował m.in. działania edukacyjne dla dzieci i młodzieży oraz wystawy. 

### Prace kuratorskie
Marciniak angażował się w pracę kuratorską, szczególnie w Poznaniu. Współtworzył koncepcję Galerii u Jezuitów w Poznaniu jako członek jej rady artystycznej. Do ważniejszych wystaw i zdarzeń, których był kuratorem, należą „Projekcja Poznańska” Krzysztofa Wodiczki w Centrum Kultury Zamek w Poznaniu w 2008 roku, „Krzysztof Wodiczko: Pojazdy, instrumenty” w Fundacji Signum w 2007, „Zofia Kulik: Broń symboliczna III” w Galerii u Jezuitów w 1994 oraz „Dzienniki Józefa Czapskiego” w Muzeum Narodowym w Poznaniu w 1991. Był także współtwórcą kolekcji im. Janiny i Józefa Haubenstocków w Muzeum Narodowym w Krakowie.
W 1999 roku Marciniak był członkiem jury konkursu na projekt pomnika Jana Pawła II, który miał stanąć na Placu Wolności w Poznaniu. Opowiadał się za rzeźbami niefiguratywnymi, podkreślając potrzebę unikania kiczu, klisz i kompromisów w sztuce publicznej. W tekście dla „Gazety Wyborczej” pisał: „nie powiększajmy wielkiej już grupy spiżowych, bardziej lub mniej udanych sobowtórów i karykatur Jana Pawła II, które są często pomnikami… kompromisu i bałwochwalstwa, wyrazem naiwności i hipokryzji[, i] jeśli czemuś służą, to tylko trosce o fasadę i oszołomstwu politycznemu”. Zgodził się z Andrzejem Niziołkiem, że lepiej nie tworzyć nowego pomnika, jeśli miałby być niskiej jakości.

### Krytyka i publicystyka artystyczna
W latach 90. Marciniak pisał krytycznie o niektórych aspektach sztuce współczesnej, broniąc klasycznych i modernistycznych standardów estetycznych i etycznych w sztuce. Według Andrzeja Pieńkosa, jego publicystyka obracała się wokół „buntu wobec jałowości refleksji filozoficznej nad sztuką XX wieku”. Także w eseju z 2007 roku, za Stefanem Morawskim, deklarował sprzeciw „wobec tego, co w sztuce współczesnej powierzchowne, zmistyfikowane i cyniczne”.
Jest autorem kilku książek z obszaru krytyki sztuki, „Okińczyc” (Proof, 2002), „Awangarda i Wątroba” (Obserwator, 1998), oraz „Paradoks artystów” (Dialog, 1994). Zawierały głównie teksty publikowane wcześniej w takich czasopismach jak Czas Kultury, Znak, Tygodnik Powszechny, czy Przegląd Powszechny. 

#### Sztuka kościelna
Krytykował postrzegane przez siebie przykłady pretensjonalności i świeckiego oraz kościelnego kiczu, argumentując o ich złym, populistycznym wpływie na kulturę masową, fideistyczne uczucia religijne i nacjonalizm. 
W komentarzu do „Listu do artystów” Jana Pawła II opublikowanym w „Tygodniku Powszechnym” w 1999 roku nazwał jego przesłanie „odległym od rzeczywistości” i skrytykował stosunek Kościoła katolickiego do sztuki, kicz kościelny i niską jakość pomników papieskich. Pisał m.in., „Licheń to komiks dewocyjno-nacjonalistyczny. Karykatura uczuć religijnych i patriotycznych (…), [ma] pogański, fetyszystyczny charakter”. We wczesnych latach 00. pisał o tym także: „[kicz] schlebia najgorszym gustom i jakże często czyni z uczuć religijnych pożywkę dla nacjonalizmu i ksenofobii”.

#### Publicystyka o Czapskim
Marciniak publikował opracowania o Józefie Czapskim i własną z nim korespondencję, m.in. album „Józef Czapski – podziemna korona” w 1993 r. i „Józef Czapski. Listy o malarstwie” w 2019. Był współautorem filmu „Podziemna korona” o Czapskim.

#### Publicystyka poświęcona pamięci o polskich Żydach
Działał na rzecz upamiętniania Korczaka i żydowskiej historii w Polsce. W latach 90. XX wieku współpracował z prof. Erichem Dauzenrothem z Uniwersytetu w Gießen i Niemieckim Towarzystwem Korczakowskim (Deutsche Korczak Gesellschaft). Pod koniec lat 90. XX wieku krytykował umieszczanie krzyży na żwirowisku w Oświęcimiu przez Kazimierza Świtonia, opisując to jako „katolicyzm bez Boga” i opowiadając się za oddzieleniem religii od nacjonalizmu i antysemityzmu.
Jest autorem książki „Co Żydzi zrobili?” (Fundacja Pogranicze, 2001), w której poruszał kwestie związane ze zjawiskiem antysemityzmu i historią Żydów. Angażował się również w dyskusje dotyczące losów Nowej Synagogi w Poznaniu.

### Nagrody i wyróżnienia
Marciniak otrzymał szereg nagród i wyróżnień za zasługi dla kultury i sztuki, w tym stypendium European Association for Jewish Culture, Brązowy i Srebrny Medal „Zasłużony Kulturze Gloria Artis” oraz wyróżnienie Polskiego Towarzystwa Wydawców Książek za książkę „Co Żydzi zrobili?”. Był także stypendystą Ministerstwa Kultury i Dziedzictwa Narodowego oraz przebywał na stypendiach i rezydencjach zagranicznych. Otrzymał złotą odznakę Związku Polskich Artystów Plastyków.

## Twórczość
Marciniak wykorzystywał różne techniki artystyczne, w tym malarstwo, rysunek, grafikę, rzeźby z papier mâché, instalacje i performanse. Jego prace do ok. lat dwutysięcznych eksplorowały głównie tematy metafizyczne i religijne, w kontekście ikonografii chrześcijańskiej. Charakteryzował je żywiołowy, ekspresyjny, szkicowy styl i wpływy koloryzmu. Zrealizował m.in. wystawę cyklu prac „Syn marnotrawny” na dworcu kolejowym w Stuttgarcie.
Jego twórczość, wg Kitowskiej-Łysiak „podobnie jak jego eseje”, odwoływała się do tematów etyki, pamięci, empatii i odpowiedzialności, w późniejszych latach często w kontekście motywów żydowskich i buddyjskich. W latach dwutysięcznych przeszedł zmianę stylistyczną, przyjmując prostszy, naturalistyczny, paradokumentalny styl. Rogozińska opisała tę nową postawę odwołując się do słów Adorno: „pisanie poezji po Auschwitz jest barbarzyństwem”. Jego styl od lat 10. XXI wieku charakteryzują eksperymenty formalne, abstrakcja, geometria, łączenie obrazów i tekstu. 
Zrealizował 52 projekty działań i wystaw indywidualnych, uczestniczył w 60 wystawach zbiorowych w Polsce i za granicą. Jego prace znajdują się w kolekcjach takich instytucji jak Muzeum Narodowe w Krakowie, United States Holocaust Memorial Museum w Waszyngtonie czy Galeria Miejska Arsenał w Poznaniu.

### Tematyka żydowska
Twórczość artystyczna Marciniaka często wiązała się z tematyką żydowską. W latach 90. tworzył prace związane z Januszem Korczakiem i Edytą Stein. Zrealizował instalacje performatywne i akcje artystyczne w dawnej Nowej Synagodze podczas Dni Judaizmu w Poznaniu w 2004, 2006 i 2011 roku. W 2005 roku zaprezentował prace w Centrum Kultury Żydowskiej w Krakowie. W 2006 wystawił instalację Lustra/Zwoje w „Projekcie Próżna” w ramach festiwalu Kultury Żydowskiej Warszawa Singera. Stworzył film o Bronku Bergmanie, poznańskim Żydzie ocałałym z Holocaustu. Zaprojektował pomniki upamiętniające dawny cmentarz żydowski w Pile (2015), cmentarz żydowski w Skokach (2018), cmentarz żydowski w Obornikach (2024), oraz lapidarium na dawnym cmentarzu żydowskim w Poznaniu przy ulicy Śniadeckich/Głogowskiej (2018).